# Copelatus mahleri
Copelatus mahleri är en skalbaggsart som beskrevs av Kield Áxel Holmen och Vazirani 1990. Copelatus mahleri ingår i släktet Copelatus och familjen dykare. Inga underarter finns listade i Catalogue of Life.